# Malay Roy Choudhury
Pour les articles homonymes, voir Choudhury.
Malay Roy Choudhury (en bengali : মলয় রায়চৌধুরী), né le 29 octobre 1939 près de Patna en Inde britannique et mort le 26 octobre 2023, est un poète, nouvelliste, dramaturge et essayiste indien.

## Biographie
Malay Roy Choudhury est un des créateur du mouvement de la Hungry generation.
Il écrit dans sa langue maternelle : le bengali, mais aussi en anglais.
Il est rédacteur de Zebra (1961-1965).
Il traduit William Blake, Andre Breton. Tristan Tzara, Jean Cocteau, Blaise Cendrars et Allen Ginsberg.

## Publications

### En anglais
- Stark Electric Jesus
- Selected Poems
- Autobiographie

### En bengali

#### Poésies
- Shaytaner Mukh
- Jakham
- Ja Lagbey Bolben
- A
- Atmadhangsher Sahasrabdo
- Medhar Batanukul Ghungur
- Chhatrakhan
- Chitkarsamagra
- Postmodern Ahlader Kobita
- Kounaper Luchimangsho
- Malay Roy Choudhuryr Kabitasamagra

#### Romans
- Bhenno Galpo
- Dubjaley Jetuku Prashwas
- Jalanjali
- Naamgandho
- Tinti Upanyas
- Natoksamagra

#### Essais
- Hungry Kimbadanti
- Postmodernism
- Parabastabbad
- Adhunikatar Biruddhey Kathabatra
- Matantar
- Postmodern Kalkhando O Bangalir Patan
- Prabandhasangraha
- Arthur Rimbaud
- Charles Baudelaire
- Salvador Dalí
- Allen Ginsberg
- Paul Gauguin
- Jean Genet
- James Joyce
- Anna Akhmatova
- Adonis

### Interviews de Malay Roychoudhury
- Hungry Sakshatkarmala
- Bishoy Postmodernity

### En hindi
- Jakham